# Америка за България
Фондация „Америка за България“ е американска фондация действаща на територията на Република България.
Създадена е в продължение на дейността на Българо-американския инвестиционен фонд (БАИФ), основан от правителството на САЩ посредством Американската агенция за международно развитие – с цел подпомагане развитието на частния сектор в България. Българо-американският инвестиционен фонд е учреден през 1991 г. от президента на САЩ – Джордж Х. У. Буш и Конгреса на САЩ, по силата на американския Закон за подпомагане на източноевропейските демокрации.
БАИФ си поставя като основна цел да насърчава предприемачеството, основано на свободни пазарни принципи, посредством дългови и капиталови инвестиции в над 5000 малки и средни предприятия. БАИФ се превръща в крупен инвеститор в недвижими имоти на българска територия, както и в инициатор за развитието на капиталовия пазар в България и създаването на фондова борса, вкл. програма за ипотечно кредитиране, първа емисия ипотечни облигации и за учредяването на първото дружество със специална инвестиционна цел. Като резултат от дейността на фонда е създадена и Българо-американска кредитна банка (БАКБ).
Българо-американският инвестиционен фонд е сред инициаторите и моторите за формирането на частна пенсионна система в България.
С цел удовлетворяване на всички и всякакви нужди от външно финансиране на българска територия, и в съзвучие с целите на американското правителство учредило още през 1991 г. специална институция за целта, в началото на 2008 г. БАИФ (с подкрепата на Президента и Конгреса на САЩ, както и на Американската агенция за международно развитие – Съветът на директорите на Българо-американския инвестиционен фонд) създава Фондация „Америка за България“, като основа за стабилни и дългосрочни американско-български отношения.